# Stefan Angelov
Pour les articles homonymes, voir Angelov.
Stefan Angelov (né le 7 janvier 1947 et mort le 21 décembre 2019) est un lutteur bulgare ayant participé aux Jeux olympiques d'été de 1972 et aux Jeux olympiques d'été de 1976. Il remporte lors de ces deux compétitions la médaille de bronze.

## Palmarès

### Jeux olympiques
- Jeux olympiques de 1972 à Munich,  Allemagne
  -  Médaille de bronze en lutte gréco-romaine dans la catégorie des moins de 48 kg

- Jeux olympiques de 1976 à Montréal,  Canada
  -  Médaille de bronze en lutte gréco-romaine dans la catégorie des moins de 48 kg

### Championnats du monde
- Championnats du monde 1971 à Sofia,  Bulgarie
  -  Médaille de bronze en lutte gréco-romaine dans la catégorie des moins de 48 kg

- Championnats du monde 1975 à Minsk,  Union soviétique
  -  Médaille de bronze en lutte gréco-romaine dans la catégorie des moins de 48 kg

### Championnats d'Europe
- Championnats du monde 1972 à Katowice,  Pologne
  -  Médaille d'argent en lutte gréco-romaine dans la catégorie des moins de 48 kg